# Вечити шах
Вечити шах је термин везан за шах. То је стално шахирање једног од играча, с намером да се изнуди реми. Вечити шах се не помиње у Правилима игре ФИДЕ, али се говори о троструком понављању позиције, а у крајњем случају до правила 50 потеза.
Вечити шах недвосмислено води до ремија.